# Омелян Прицак
Омелян Йосипович Прицак (на украински: Омеля́н Йосипович Пріца́к) е първият професор по украинска история в Харвардския университет и основател и първи директор (1973–1989) на Украинския изследователски институт към Харвардския университет. Последовател е на проф. Михаил Хрушевски, основател на украинската научна историография.

## Биография
Прицак е роден на 7 април 1919 г. в село Лука, Самбирска област, Западноукраинска народна република.
Завършва гимназиалното си образование в полската „Първа гимназия“ в Тернопол, където в продължение на няколко години е единственият украински ученик. Висшето си образование, в което се концентрира върху украинска и с времето тюркска история и филология, следва в Лвовския университет, Украинската академия на науките в Киев и, след Втората световна война (по време на която най-напред е войник в Червената армия, а след това остарбайтер) в Берлинския и Гьотингенския университети. От последния получава докторска титла през 1948 г. 
През учебната година 1960/61 Прицак е поканен да посети Харвардския университет, където се връща през 1964 г., за да стане професор по лингвистика и тюркология през 1964 г. При пристигането си в Кеймбридж, Прицак вече е международно признат специалист в историческа и сравнителна тюркска и алтайска лингвистика и водещ авторитет по история и култура на Евразийската степ. Той е първият учен, който решава проблема за наследството на тюркските владетели, особено първата тюркска ислямска династия на Караханидите. В Харвард той обръща все повече внимание на анализа на украинското минало в по-широк контекст, ползвайки знанията си по релевантни ориенталски езици, за да допълни историята с дотогава непознати или недостатъчно застъпени материали. 
През 1967 г. Прицак предлага създаването на здрава основа за развитието на украински изследвания в Харвард посредством основаването на три катедри (история литература и филология) и изследователски институт. Проектът е завършен благодарение на усилията на Украинския фонд за изследвания (Ukrainian Studies Fund), който събира необходимите средства от украинската диаспора в Северна Америка. Украинският изследователски институт е основан през 1973 г. и Прицак става първият му директор. През 1975 г. е избран за Хрушевски директор по украинска история. 
След пенсионирането си през 1989 г., Прицак работи усилено за възстановяването на академичните исторически изследвания в постсъветска Украйна, прекарвайки все повече време там (въпреки сериозни сърдечни проблеми, поради които е опериран още през 1977 г.). Той е първият избран чуждестранен член на Украинската академия на науките и възстановява Института за ориенталски изследвания в Киев, въвеждайки нови университетски програми в това и много други занемарени полета на историческите изследвания. 
Трудовете на Прицак трансформират разбирането за източнославянска история, за която той показва, че е историята на мултиетническо и мултиезиково общество. 
Омелян Прицак умира на 29 май 2006 г. в Бостън, Масачузетс, САЩ. 

## Научни трудове
- The origins of the Old Rus' weights and monetary systems: Two studies in Western Eurasian metrology and numismatics in the seventh to eleventh centuries. Cambridge, Mass.: Distributed by Harvard University Press for the Harvard Ukrainian Research Institute, 1998.
- From Kievan Rus' to modern Ukraine: Formation of the Ukrainian nation (with Mykhailo Hrushevski and John Stephen Reshetar). Cambridge, Mass.: Ukrainian Studies Fund, Harvard University, 1984.
- Khazarian Hebrew documents of the tenth century. (with Golb, Norman Ithaca: Cornell University Press, 1982.
- „The Polovcians and Rus'“ (Journal Article in Archivum Eurasiae medii aevi), 1982.
- The origin of Rus'. Cambridge, Mass.: Distributed by Harvard University Press for the Harvard Ukrainian Research Institute, 1981.
- Studies in medieval Eurasian history London: Variorum Reprints, 1981.
- On the writing of history in Kievan Rus. Cambridge, Mass.: Ukrainian Studies Fund, Harvard University, 1980.
- „The Khazar Kingdom's Conversion to Judaism.“ (Journal Article in Harvard Ukrainian studies, 1978)
- The Pechenegs: A Case of Social and Economic Transformation (Journal Article in Archivum Eurasiae medii aevi), 1975
- „Two Migratory Movements in the Eurasian Steppe in the 9th-11th Centuries“. (Conference Paper in Proceedings: Proceedings of the 26th International Congress of Orientalists, New Delhi 1964, Vol. 2)
- The Decline of the Empire of the Oghuz Yabghu (Journal Article in Annals of the Ukrainian Academy of Arts and Sciences in the United States), 1952.
- Die Bulgarische Fürstenliste, Wiesbaden 1955.

## Семейство
Прицак има два брака – с Нина Николаевна Молденхауер, с която има дъщеря и Лариса Хвоздик Прицак. 